# Cesare Togni
Cesare Togni (Montebelluna, 30 ottobre 1924 – Bussolengo, 1º ottobre 2008) è stato un circense italiano.

## Biografia
Figlio di Ugo Togni e Anna De Bianchi, e cugino di Darix Togni, si sposò con Esterina Colombo, dalla quale ebbe quattro figli. Sin da bambino si esibì come acrobata e cavallerizzo, ma il suo talento più ricordato è quello di trapezista. Fu infatti il primo ad eseguire una tripla piroetta dal al trapezio.
Insieme al fratello Oscar, prende le redini del circo paterno negli anni cinquanta, che quindi cambiò nome da Circo Nazionale Togni a Circo Cesare e Oscar Togni. Nel 1956 fonda il Circo Massimo, in seguito ribattezzato Circo Cesare Togni, una imponente struttura presso la quale si esibirono importanti artisti circensi come Tony Steele, Enzo Cardona, i Palacios ed i Jimenez. Al circo Togni debuttò anche il celebre clown David Larible.
Nonostante Cesare Togni avesse insegnato la propria arte ai figli Elvio, Alex, Italo e Viviana, il Circo Togni cessò ogni attività nei primi anni novanta. Cesare Togni trascorse gli ultimi anni con il Circo Americano di suo cugino Enis. È morto il 1º ottobre 2008 all'età di ottantatré anni.